# 民意党
民意党（羅馬化：Narodnaya volya，直译：「人民意志」）是沙俄时期的一個左翼恐怖组织，以其成功刺杀俄国沙皇亚历山大二世而知名。该派于1879年由民粹派秘密组织“土地与自由社”分裂出来的激进派所组成，他們受到法国大革命的影响，主张推翻帝制并透過社会主义的旗号建立农村公社，當時获得大众支持。民意党依靠其执行委员会运作，委员会包括：亚历山大·米哈伊洛夫、索菲娅·彼得罗夫斯卡娅、安德烈·热里雅鲍夫、亚历山大·克维亚科夫斯基、维拉·菲格纳、尼古拉·莫洛佐夫、米哈伊尔·弗罗连科、列夫·季霍米罗夫、亚历山大·巴拉尼科夫、安娜·雅基莫娃、玛利亚·奥莎尼娜等。弗拉基米尔·列宁的哥哥亚历山大·乌里扬诺夫也是成员，并领导企图刺杀沙皇亚历山大三世（但未遂）的小组。
党的执行委员会控制着一个由工人、学生和军人组成的小组网络。在1879-83年间，民意党渗透进了近50个城市，特别是在乌克兰和伏尔加河地区。尽管成员数从未超过500，但民意党拥有相当的支持者和同情者。

## 纲领
民意党的纲领包括：召开立宪会议、普选制、终身人民代表、言论自由、出版自由、结社自由、村镇自治、以志愿民兵代替常备军、将土地分配给农民、逐渐将工厂交给工人、民族自决。
民意党的纲领是自由主义和社会主义的混合产物，这一点与其前身、民粹派的“土地与自由社”不同，后者认为在当时俄国的条件下爆发社会主义革命是不可能的；只要政府仍然采用专制农民就不可能获得土地。由于土地与自由社在1870年代“走向民间运动”的宣传运动的失败，民意党将其目标转向了中央政府。与马克思主义者不同的是，他们仍然认为俄国可以藉由一次资产阶级革命跳过资本主义阶段直接到达社会主义。
民意党的成员没有就其目标中社会革命和政治革命的关系达成完全的一致意见：一些人认为二者应该同时完成，依靠在农民在传统村社中表现出的社会主义本能。一些人认为应该首先完成政治革命，在专制统治被推翻、社会民主建立之后人民才可能准备进行社会革命。民意党中的自由主义派别（他们的影响力甚微）则认为要求应该仅限于让沙皇召开立宪会议。
民意党在社会的各个阶层中宣传自己的纲领。民意党出版的报纸《人民意志》和《工人公报》力图宣传反对专制的思想。他们呼吁推翻专制的口号是“现在动手或永无机会！”民意党始终没能把农民吸引到自己一边，因而后世的苏联历史学家定义这一组织是布朗基主义的；这些历史学家谴责民意党把实现社会革命的实施方法全都寄托在政治密谋上，而布尔什维克的历史唯物主义认为，靠这种方式是不可能真正实现社会革命的——历史本身也证实了布尔什维克的观点。

## 恐怖主义

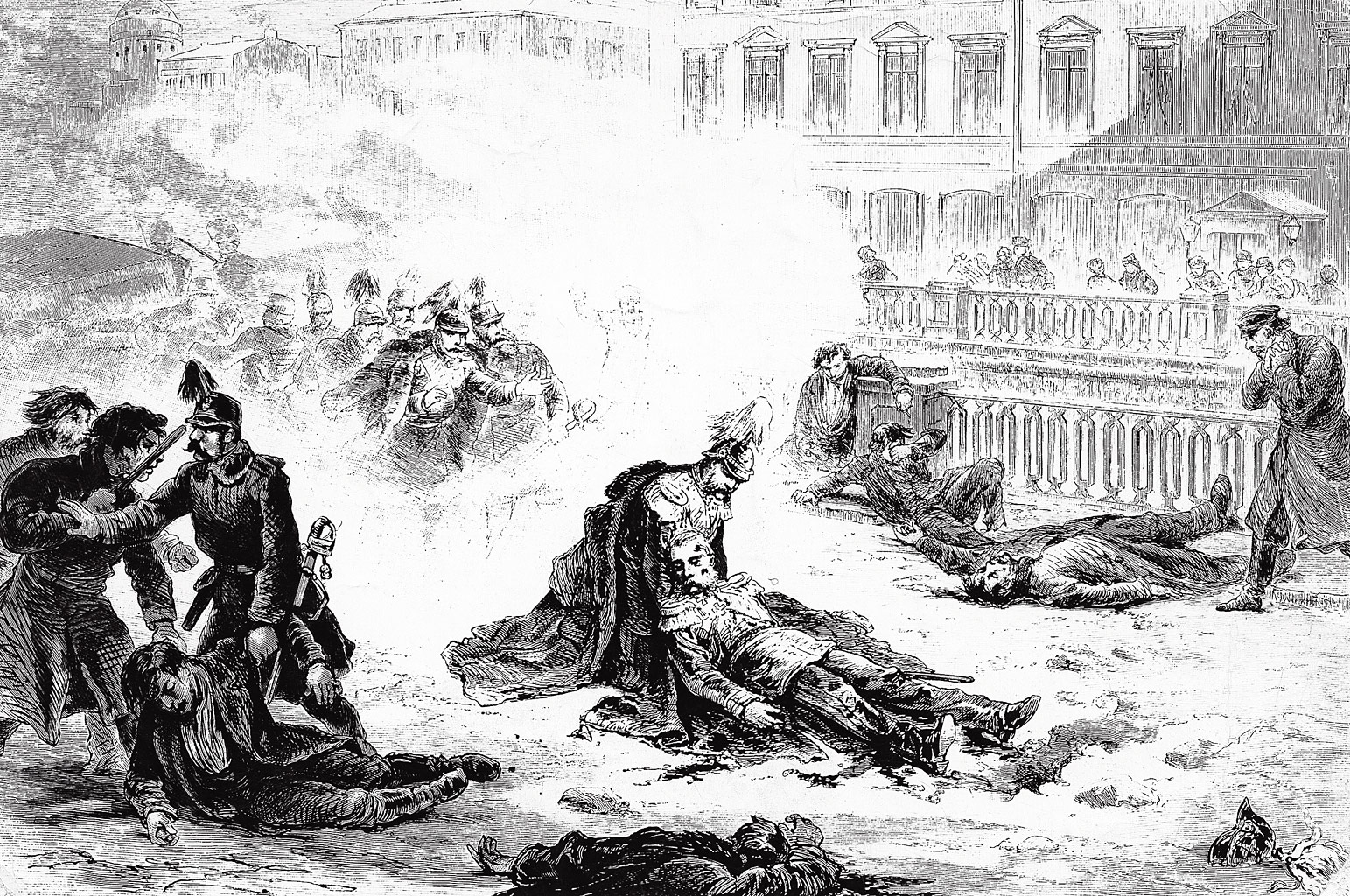
刺杀沙皇亚历山大二世，1881

随着时间推移，民意党的恐怖主义活动也越发频繁，成为历史上著名的一个恐怖组织，其成员被称为“三月一日党人”，在这其中还包括列宁的哥哥亚历山大·乌里扬诺夫。民意党对沙皇亚历山大二世进行了七次暗杀并最终成功将其炸死，之后对亚历山大三世也进行了多次暗杀。此外，民意党小组暗杀了大量的沙俄将军、部长、省长等官员。民意党的恐怖活动震慑了沙俄政府，多次逼迫其做出政治让步，但沙俄政府很快发现人民并没有起来进行革命，于是加紧了对民意党黨員的迫害，在1879-83年间进行了超过70次针对民意党黨員的审判，共审判两千余人，民意党成员几乎全部被判处死刑、徒刑或流放，组织随之解体。1880年沙俄政府还成立公共安全与秩序保卫部（即“暗探局”）有组织的监控处理革命者的活动。最終，民意党人的恐怖行动没能唤起人民觉醒和推翻沙皇制度的愿望，相反却带来沙皇政府更加残酷的增壓。

## 结局
民意党的活动是1879-1880年间的革命风潮的重要组成部分，但民意党的政治密谋和恐怖活动运行方式没能起到效果。在亚历山大三世执政期间民意党销声匿迹。然而，在十九二十世纪之交，随着前民意党成员纷纷被释放或获准从流放地返回，这些老成员成为了新组成的社会革命党的重要骨干，而社会革命党也继承了民意党的很多特征，包括土地纲领和恐怖手段。社会革命党战斗组（所谓阿泽夫派）从实质上采用了和民意党一样的恐怖暗杀方式。在同时期活动的一些无政府主义革命者也采用了类似的恐怖活动方式。